# Beed
Beed es una ciudad y  municipio situada en el distrito de Beed en el estado de Maharashtra (India). Su población es de 146709 habitantes (2011). Se encuentra a orillas del río Bensura, subafluente del Godavari.

## Demografía
Según el censo de 2011 la población de Beed era de 146709 habitantes, de los cuales 75666 eran hombres y 71143 eran mujeres. Beed tiene una tasa media de alfabetización del 89,34%, superior a la media estatal del 82,34%: la alfabetización masculina es del 93,92%, y la alfabetización femenina del 84,56%.

## Clima
| Parámetros climáticos promedio de Beed (1981–2010, extremes 1960–1996) | Parámetros climáticos promedio de Beed (1981–2010, extremes 1960–1996) | Parámetros climáticos promedio de Beed (1981–2010, extremes 1960–1996) | Parámetros climáticos promedio de Beed (1981–2010, extremes 1960–1996) | Parámetros climáticos promedio de Beed (1981–2010, extremes 1960–1996) | Parámetros climáticos promedio de Beed (1981–2010, extremes 1960–1996) | Parámetros climáticos promedio de Beed (1981–2010, extremes 1960–1996) | Parámetros climáticos promedio de Beed (1981–2010, extremes 1960–1996) | Parámetros climáticos promedio de Beed (1981–2010, extremes 1960–1996) | Parámetros climáticos promedio de Beed (1981–2010, extremes 1960–1996) | Parámetros climáticos promedio de Beed (1981–2010, extremes 1960–1996) | Parámetros climáticos promedio de Beed (1981–2010, extremes 1960–1996) | Parámetros climáticos promedio de Beed (1981–2010, extremes 1960–1996) | Parámetros climáticos promedio de Beed (1981–2010, extremes 1960–1996) |
| Mes                                                                    | Ene.                                                                   | Feb.                                                                   | Mar.                                                                   | Abr.                                                                   | May.                                                                   | Jun.                                                                   | Jul.                                                                   | Ago.                                                                   | Sep.                                                                   | Oct.                                                                   | Nov.                                                                   | Dic.                                                                   | Anual                                                                  |
| ---------------------------------------------------------------------- | ---------------------------------------------------------------------- | ---------------------------------------------------------------------- | ---------------------------------------------------------------------- | ---------------------------------------------------------------------- | ---------------------------------------------------------------------- | ---------------------------------------------------------------------- | ---------------------------------------------------------------------- | ---------------------------------------------------------------------- | ---------------------------------------------------------------------- | ---------------------------------------------------------------------- | ---------------------------------------------------------------------- | ---------------------------------------------------------------------- | ---------------------------------------------------------------------- |
| Temp. máx. abs. (°C)                                                   | 35.0                                                                   | 38.4                                                                   | 43.6                                                                   | 44.6                                                                   | 47.0                                                                   | 44.3                                                                   | 38.9                                                                   | 38.8                                                                   | 37.8                                                                   | 37.7                                                                   | 34.6                                                                   | 34.0                                                                   | 47.0                                                                   |
| Temp. máx. media (°C)                                                  | 30.0                                                                   | 32.4                                                                   | 36.3                                                                   | 39.0                                                                   | 40.7                                                                   | 35.1                                                                   | 30.6                                                                   | 30.0                                                                   | 30.5                                                                   | 31.2                                                                   | 29.8                                                                   | 28.9                                                                   | 32.8                                                                   |
| Temp. mín. media (°C)                                                  | 13.8                                                                   | 15.0                                                                   | 19.0                                                                   | 22.7                                                                   | 25.2                                                                   | 24.4                                                                   | 23.3                                                                   | 22.6                                                                   | 22.0                                                                   | 19.7                                                                   | 15.5                                                                   | 13.0                                                                   | 19.7                                                                   |
| Temp. mín. abs. (°C)                                                   | 4.0                                                                    | 4.6                                                                    | 9.4                                                                    | 13.0                                                                   | 16.5                                                                   | 20.2                                                                   | 19.8                                                                   | 18.0                                                                   | 15.7                                                                   | 10.5                                                                   | 5.0                                                                    | 5.0                                                                    | 4.0                                                                    |
| Lluvias (mm)                                                           | 6.1                                                                    | 2.5                                                                    | 7.1                                                                    | 9.7                                                                    | 24.8                                                                   | 119.0                                                                  | 109.2                                                                  | 124.8                                                                  | 212.4                                                                  | 83.2                                                                   | 10.4                                                                   | 10.3                                                                   | 719.7                                                                  |
| Días de lluvias (≥ 1 mm)                                               | 0.3                                                                    | 0.2                                                                    | 0.7                                                                    | 0.9                                                                    | 1.9                                                                    | 6.5                                                                    | 7.4                                                                    | 7.2                                                                    | 9.9                                                                    | 4.3                                                                    | 1.0                                                                    | 0.4                                                                    | 40.6                                                                   |
| Humedad relativa (%)                                                   | 38                                                                     | 31                                                                     | 29                                                                     | 29                                                                     | 28                                                                     | 51                                                                     | 64                                                                     | 66                                                                     | 65                                                                     | 53                                                                     | 46                                                                     | 44                                                                     | 45                                                                     |
| Fuente: India Meteorological Department                                |                                                                        |                                                                        |                                                                        |                                                                        |                                                                        |                                                                        |                                                                        |                                                                        |                                                                        |                                                                        |                                                                        |                                                                        |                                                                        |